# Mycophycobiose
Une mycophycobiose (composé de myco-, venant du grec ancien : μύκης, mukês, « champignon »), de phyco-, du grec ancien : φῦκος, (phûkos, « fucus », utilisé pour les algues), et de -biose, du  grec ancien : βιόω (bióô, « passer sa vie ») est un organisme symbiotique formé d'une algue pluricellulaire et d'un champignon ascomycète hébergé à l'intérieur de l'algue (dans le thalle par exemple). L'algue et le champignon impliqués dans cette association sont appelés mycophycobiontes (Mycobionte).
Le rôle essentiel de l'algue est de réaliser la photosynthèse, celui du champignon est moins évident, mais il pourrait être lié aux transferts de minéraux au sein du thalle, à un effet répulsif sur les herbivores et, surtout, à la résistance à la dessiccation de cet organisme vivant dans la zone de balancement des marées.
De telles symbioses ont été signalées chez quelques algues vertes (Prasiola, Blidingia) et des algues rouges (Apophlaea (en)), en eau de mer et en eau douce.

## Éléments de définition
Bien qu'assimilés à des lichens par certains auteurs, les mycophycobioses réalisent une association de type inverse : le partenaire algal y est pluricellulaire et il forme la structure externe de l'organisation symbiotique. De plus la reproduction des deux partenaires est toujours disjointe (l'algue et le champignon se reproduisent séparément). Pour expliquer les nuances de cette dualité, les écologues Chantal Delzenne-Van Haluwyn, Michel Lerond proposent l'analogie des deux symbiotes avec un « couple idéal ». Chez un lichen, l'hôte est comparé à un « champignon macho ; dans une mycophycobiose, l'hôte est « l'algue qui porte la culotte ».
Selon Hawksworth (2000) la physiologie de cette symbiose pourrait bien être comparable à celle des lichens, mais elle reste à mieux explorer. À la différence des lichens, les mycophycobioses ont l'allure du partenaire algal, qui reste fertile. Ces associations paraissent moins coévoluées que les lichens, car elles ne présentent ni multiplication asexuée conjointe des partenaires, ni équivalent des acides lichéniques.

## Histoire
L'appellation de mycophycobiose fut introduite par Jan et Erika Kohlmeyer en 1972, à partir du cas de l'algue brune Ascophyllum nodosum qui héberge de manière régulière l'ascomycète Mycosphaerella ascophylli.
Un autre exemple de mycophycobiose est constitué par le genre Turgidosculum (synonyme : Mastodia)  qui associe une algue verte du genre Prasiola avec un ascomycète pyrénomycète du genre Kohlmeyera. Alors que l'algue seule du genre Prasiola reste inféodée à un certain recouvrement marin au moins temporaire, l'association mycophycobiotique permet une conquête plus terrestre hors de la zone de balancement des marées.
Certains auteurs émettent l'hypothèse que les plantes vasculaires pourraient avoir évolué à partir d'un tel type d'association et que cette symbiose pourrait avoir aidé les plantes terrestres à conquérir les continents(tout comme l'association qui a donné naissance aux lichens).

## Rôle évolutif majeur: la sortie des eaux
Les principaux groupes de phototrophes pour le carbone, procaryotes ou eucaryotes, sont apparus en milieu marin. L'établissement de symbioses a permis d'apporter des solutions et d'effectuer un saut macroévolutif pour conquérir le milieu terrestre plus hostile. Diverses associations mutualistiques (mycophycobioses, lichens, puis mycorhizes) ont été simultanément ou successivement utilisées.

## Exemples
En eau douce, 
- le champignon Phaeospora lemaneae se développe à l'intérieur de Lemanea fluviatilis [2]

En milieu marin
- le champignon Blodgettia confervoides peut s'associer à plusieurs espèces de Cladophora (Hawksworth, 1987) [2].
- le champignon Mycophycias ascophylli s'associe à Ascophyllum nodosum (Goémon noir) ou à une autre fucacée Pelvetia canaliculata (Pelvétie)[2]